# Bande neutre polono-lituanienne

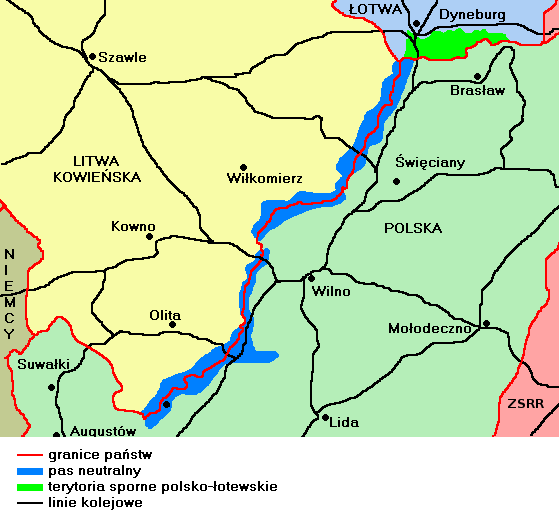
La bande neutre (en bleu) entre la Pologne et la Lituanie.

La bande neutre polono-lituanienne (en polonais Pas neutralny polsko-litewski) était une zone démilitarisée située entre la Lituanie et la République de Lituanie centrale, république éphémère ensuite intégrée à la Pologne, établie le 17 décembre 1920, à la suite du traité de Kaunas, et dissoute le 22 mai 1923. Créée par la Société des Nations pour empêcher la poursuite du conflit opposant les deux pays, à la suite notamment de l'offensive centro-lituanienne sur Kaunas, la bande neutre mesurait en moyenne de 6 km de large et courait de la région de Suwalki à la frontière lettone.

## Histoire
Il 'agissait d'une zone démilitarisée, la présence de forces armées et d'installations militaires était donc interdite dans son périmètre. Pourtant, différentes milices lituaniennes et polonaises y intervenaient. Les milices lituaniennes organisèrent des attaques contre des habitants de langue polonaise, le 24 avril 1922 et le 5 janvier 1923 notamment. À la suite de ces violences, la Pologne exigea la suppression de la zone.
La bande neutre était dominée par des populations de langue polonaise. Aussi, une intense propagande a été menée auprès des polonophones, dans le contexte du futur plébiscite, prévu par la Société des Nations, qui devait déterminer si la population de la région de Vilnius voulait vivre en Lituanie ou en Pologne. Ce plébiscite n'eut cependant jamais lieu.
Dans la partie lituanienne la plus méridionale de la région se situait le gouvernement autoproclamé de Warwiszki, mouvement de résistance de Varviškė (Warwiszki en polonais) et des villages environnants, formé le 20 février 1920 comme force d'autodéfense des habitants de langue polonaise contre les attaques des milices lituaniennes. Ce gouvernement autoproclamé agissait comme un État rebelle luttant contre la domination lituanienne de la région visant à préserver la gouvernance polonaise et une éventuelle réunification avec la Pologne. Au cours de son existence, des milices lituaniennes soutenues par l'armée et la police tentèrent à plusieurs reprises de le  dissoudre. Cela finit par se produire le 22 mai 1923, après une attaque de l'armée lituanienne sur les villages de Varviškė, Świętojańsk et Bugieda.
Les combats en zone neutre eurent un grand impact sur la perception qu'avait la population locale sur son identité nationale. Alors qu'auparavant, une grande partie des locuteurs polonais s'identifiaient comme Lituaniens, au sens d'habitants de Lituanie, leur perception changea après les événements, les habitants se reconnaissant désormais dans les différentes appartenances ethniques, polonaise ou lituanienne, déterminées par des critères linguistiques.